# Gare de Bon-Encontre
Gare de Bon-Encontre vasútállomás Franciaországban, Bon-Encontre településen. Jelenleg az állomáson nincs személyforgalom.

## Vasútvonalak
Az állomást az alábbi vasútvonalak érintik:
- Bordeaux–Sète-vasútvonal

## Kapcsolódó állomások
A vasútállomáshoz az alábbi állomások vannak a legközelebb: